# Vlag van Gilgit-Baltistan

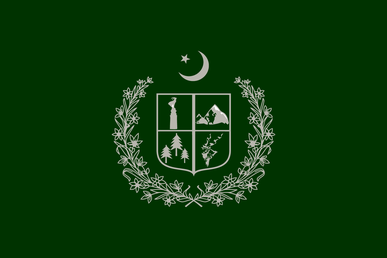
Vlag van Gilgit-Baltistan

De vlag van Gilgit-Baltistan is een groene vlag met het in wit weergegeven embleem van Gilgit-Baltistan in het midden. De kleuren groen en wit zijn de nationale kleuren van Pakistan en vormen ook de vlag van Pakistan.
Boven in het embleem staat een halve maan met ster, die verwijst naar hetzelfde symbool in de Pakistaanse vlag. Op het embleem toont daarop het Baltit Fort en het Skardu Fort dat waakt over de Himalaya (inclusief K2), die verwijst naar de nationale bergtop.